# Cundinamarca nigralbata
Cundinamarca nigralbata là một loài bướm đêm trong họ Geometridae.